# Arséno-nitrure de gallium-indium
L'arséno-nitrure de gallium-indium est un composé chimique de l'arsenic, de l'azote, du gallium et de l'indium, de formule GaInxAsNy. C'est un alliage quaternaire semi-conducteur III-V (Ga et In appartiennent à la colonne III du tableau de Mendeleïev, As et N à la colonne V). Il est utilisé en microélectronique et en opto-électronique pour la fabrication de composants, grâce à ses propriétés remarquables pour l'ingénierie de bandes.

## Structure cristalline
GaInAsN a la structure blende, tout comme l'arséniure de gallium et la plupart des composés III-V.
Il est possible de faire varier le paramètre de maille de GaInAsN en modifiant la concentration de l'indium et de l'azote dans l'alliage. Les atomes d'indium étant plus gros que ceux de gallium et d'arsenic, l'ajout d'indium augmente le paramètre de maille, tandis que l'ajout d'azote, de petite taille, le diminue. En faisant varier la concentration d'indium et d'azote dans l'alliage, il est possible de choisir son paramètre de maille. En particulier, certaines compositions permettent à GaInAsN de conserver le même paramètre de maille que GaAs. Cette propriété, remarquable pour un semiconducteur III-V, permet de limiter le nombre de défauts (dislocations) à l'intérieur des structures fabriquées par hétéroépitaxie, et donc d'améliorer leur efficacité.

## Structure de bandes
Si les propriétés électroniques de InxGaAs ne varient que de manière monotone avec la concentration d'indium x, GaInxAsNy dilué en azote (y < 10 %) présente une structure de bandes fortement modifiée par l'introduction de défauts dus aux atomes d'azote en substitution dans les sites de l'arsenic, résonnant avec la bande de conduction de la matrice d'arséniure de gallium-indium.
Cette interaction a plusieurs conséquences majeures :
- une interaction semblable à un anticroisement de bandes qui sépare la bande de conduction de InGaAs en deux niveaux, celui de plus faible énergie devenant la nouvelle bande de conduction de l'alliage, et fait diminuer drastiquement l'énergie de bande interdite du composé par rapport à GaAs et InxGaAs[7] ;
- une diminution de la mobilité des électrons en raison de cette interaction[8] ;
- une augmentation de la masse effective des électrons[9].

## Fabrication
Plusieurs méthodes de fabrication ont été recensées pour la croissance de GaInAsN :
- l'épitaxie par jet moléculaire (MBE)[10] ;
- l'épitaxie en phase vapeur aux organométalliques (MOVPE)[11] ;
- l'épitaxie en phase liquide (LPE)[12]. L'ajout d'antimoine lors de la croissance a été rapportée comme facilitant la fabrication de matériaux ayant de bonnes propriétés opto-électroniques, permettant la fabrication de meilleurs dispositifs[3].

## Intérêt
GaInAsN dilué en azote possède des propriétés particulières pour un alliage semi-conducteur III-V, notamment un bowing très important de la largeur de bande interdite. Le paramètre de maille atomique pouvant être modifié en modifiant le rapport des concentrations de l'indium et de l'azote dans l'alliage, il peut être obtenu par épitaxie sur différents matériaux semi-conducteurs de paramètre de maille identique, comme l'arséniure de gallium, le phosphure d'indium, et le germanium avec une largeur de bande interdite comprise entre 0,6 eV et 1,42 eV.
Ces deux propriétés permettent la fabrication de composants optoélectroniques fonctionnant à plus grande longueur d'onde que GaAs, comme des sous-cellules pour cellules photovoltaïques multi-jonctions monolithiques,, des diodes laser et des diodes laser à cavité verticale émettant par la surface (VCSELs) fonctionnant dans l'infrarouge,.
En raison des propriétés du matériau, il est également utilisé comme base pour la fabrication de points quantiques et émetteurs de photons uniques par implantation sélective d'hydrogène.
Dernièrement, les alliages de nitrure de zinc et d'étain-germanium (ZnSnxGe1-xN2), composés des nitrures ternaires ZnSnN2 et ZnGeN2, se sont distingués par leur abondance sur terre et les nombreux avantages qu'ils offrent par rapport aux matériaux III-V dans les domaines de la conversion de l'énergie solaire et de l'émission de lumière. Ces avantages incluent des bandes interdites ajustables, des coefficients d'absorption élevés, des profils de toxicité réduits et une compatibilité avec la technologie à base de silicium. Le développement de technologies photovoltaïques (PV) hautement efficaces et durables reste crucial pour répondre à l'évolution de nos besoins énergétiques. Dans cette optique, les composés II-IV-V2 et les pérovskites sont récemment apparus comme des matériaux prometteurs pour faire progresser la conversion de l'énergie solaire,,,.